# وندلپلا
وِندِلْپلا (کاتالونیایی: Ventdelplà) یک مجموعهٔ تلویزیونی درام به زبان کاتالان است که در سال ۲۰۰۵ منتشر شد. از بازیگران آن می‌توان به اما بیلاراسائو، اورسولا کوربرو، فرانسزگ اوریا و کارلوس کوئباس اشاره کرد.
این سریال در کشورهای دیگر هم دوبله و پخش شد؛ از جمله در کشور بلغارستان که در زمان پخش بسیار محبوب بود و سهم پخش آن بین ۳۸ تا ۴۰ درصد بود.